# Football aux Jeux olympiques d'été de 1928
Navigation
Paris 1924 Berlin 1936
Le tournoi de football aux Jeux olympiques d'été de 1928 s'est déroulé du 27 mai au 13 juin 1928 à Amsterdam.

## Palmarès

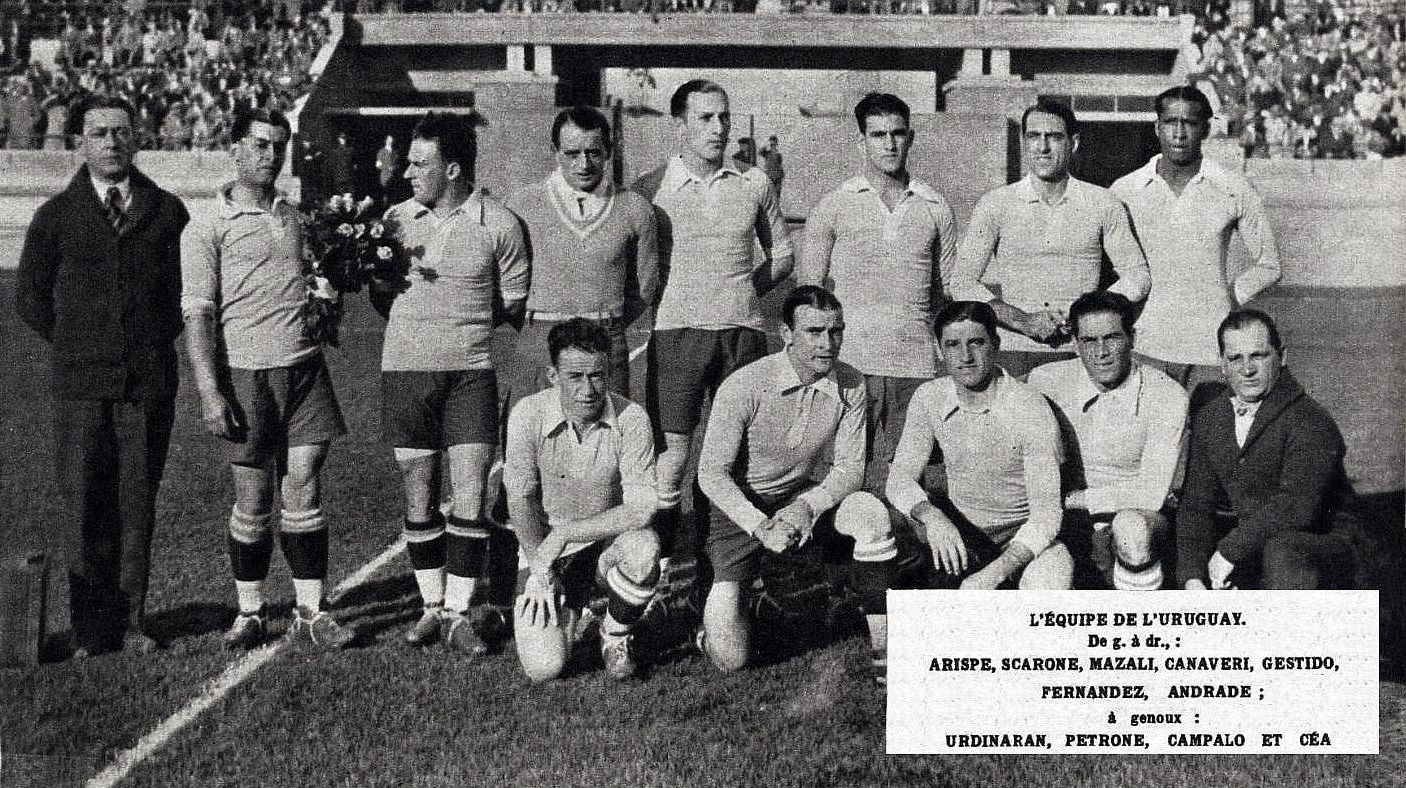
L'équipe d'Uruguay.

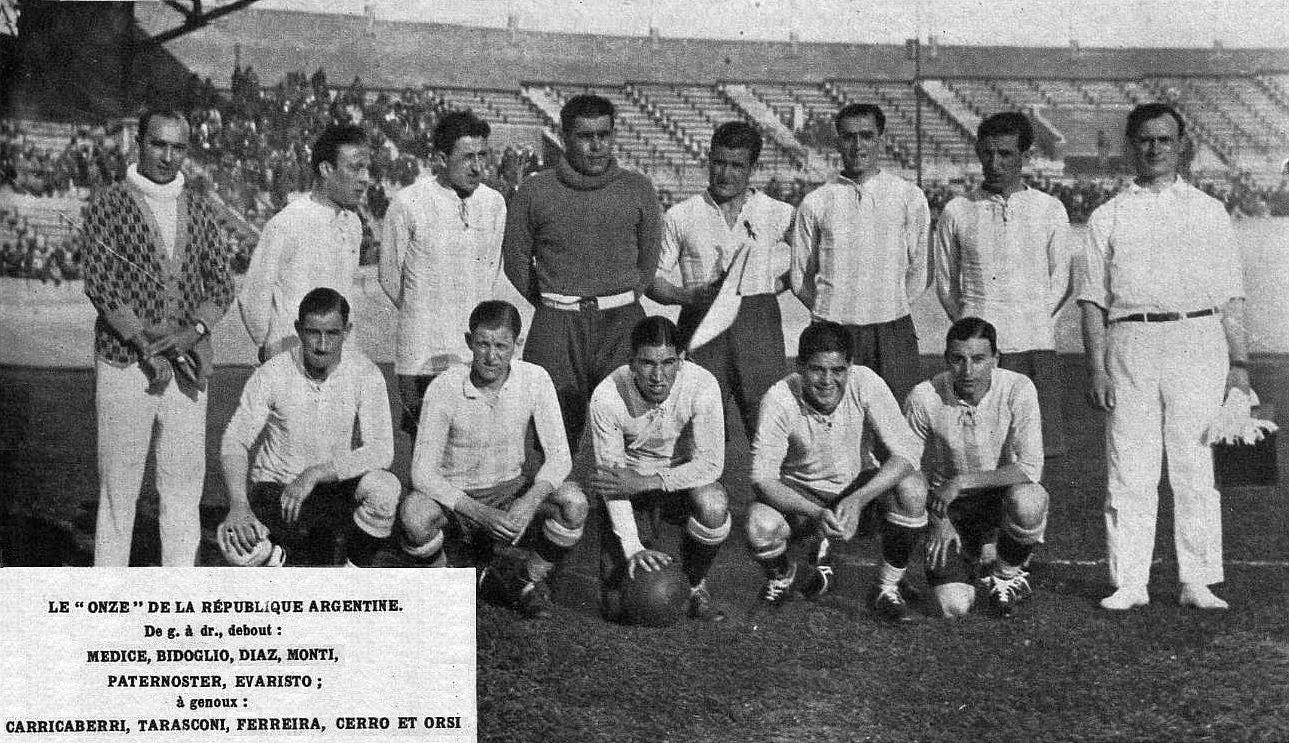
L'équipe d'Argentine.

| Épreuves          | Or      | Argent    | Bronze |
| ----------------- | ------- | --------- | ------ |
| Football masculin | Uruguay | Argentine | Italie |

## Stades
| Stade olympique              |
| Capacité : 33 005            |
|                              |
| Amsterdam                    |
| Oude Stadion                 |
| Capacité : 29 787            |
|                              |
| Stade olympique Oude Stadion |

## Tour préliminaire
| 27 mai 1928 12:00 | Portugal                                           | 4 – 2 | Chili                               | Stade olympique, Amsterdam                       |                                                  |
|                   | Vítor Silva 38e · Pepe 40e 50e · Valdemar Mota 63e |       | Alfaro Saavedra 14e · Carbonell 30e | Spectateurs : 2 309 Arbitrage : Youssouf Mohamed | Spectateurs : 2 309 Arbitrage : Youssouf Mohamed |
|                   | Rapport                                            |       |                                     | Spectateurs : 2 309 Arbitrage : Youssouf Mohamed | Spectateurs : 2 309 Arbitrage : Youssouf Mohamed |

## Huitièmes de finale
| 27 mai 1928 12:00 | Belgique                                         | 5 – 3 | Luxembourg                                 | Stade olympique, Amsterdam                       |                                                  |
|                   | R. Braine 9e 72e · Versyp 20e · Moeschal 23e 67e |       | Schutz 31e · Weisgerber 42e · Theissen 44e | Spectateurs : 5 834 Arbitrage : Lorenzo Martinez | Spectateurs : 5 834 Arbitrage : Lorenzo Martinez |
|                   | Rapport                                          |       |                                            | Spectateurs : 5 834 Arbitrage : Lorenzo Martinez | Spectateurs : 5 834 Arbitrage : Lorenzo Martinez |

| 28 mai 1928 12:00 | Allemagne                          | 4 – 0 | Suisse | Stade olympique, Amsterdam                     |                                                |
|                   | Hofmann 17e 75e 85e · Hornauer 42e |       |        | Spectateurs : 35 000 Arbitrage : Willem Eymers | Spectateurs : 35 000 Arbitrage : Willem Eymers |
|                   | Rapport                            |       |        | Spectateurs : 35 000 Arbitrage : Willem Eymers | Spectateurs : 35 000 Arbitrage : Willem Eymers |

| 28 mai 1928 13:00 | Égypte                                                                                      | 7 – 1 | Turquie   | Stade olympique, Amsterdam                     |                                                |
|                   | El-Hassani 20e (pen.) · Riad 27e · Mokhtar 46e 50e 63e · El-Sayed Hooda 53e · El-Zobeir 86e |       | Refet 71e | Spectateurs : 2 744 Arbitrage : Marcel Slawick | Spectateurs : 2 744 Arbitrage : Marcel Slawick |
|                   | Rapport                                                                                     |       |           | Spectateurs : 2 744 Arbitrage : Marcel Slawick | Spectateurs : 2 744 Arbitrage : Marcel Slawick |

| 29 mai 1928 12:00 | Italie                                                     | 4 – 3 | France                        | Stade olympique, Amsterdam                       |                                                  |
|                   | Rosetti 19e · Levratto 39e · Banchero 43e · Baloncieri 60e |       | Brouzes 15e 17e · Dauphin 61e | Spectateurs : 2 509 Arbitrage : Henri Christophe | Spectateurs : 2 509 Arbitrage : Henri Christophe |
|                   | Rapport                                                    |       |                               | Spectateurs : 2 509 Arbitrage : Henri Christophe | Spectateurs : 2 509 Arbitrage : Henri Christophe |

| 29 mai 1928 13:00 | Portugal                            | 2 – 1 | Yougoslavie | Oude Stadion, Amsterdam                       |                                               |
|                   | Vítor Silva 25e · Augusto Silva 90e |       | Bonačić 40e | Spectateurs : 1 226 Arbitrage : Alfred Birlem | Spectateurs : 1 226 Arbitrage : Alfred Birlem |
|                   | Rapport                             |       |             | Spectateurs : 1 226 Arbitrage : Alfred Birlem | Spectateurs : 1 226 Arbitrage : Alfred Birlem |

| 30 mai 1928 12:00 | Espagne                                                            | 7 – 1 | Mexique     | Oude Stadion, Amsterdam                        |                                                |
|                   | Regueiro 13e 27e · Yermo 43e 63e 85e · Calcotas 66e · Mariscal 70e |       | Carreño 76e | Spectateurs : 2 344 Arbitrage : Gábor Boronkay | Spectateurs : 2 344 Arbitrage : Gábor Boronkay |
|                   | Rapport                                                            |       |             | Spectateurs : 2 344 Arbitrage : Gábor Boronkay | Spectateurs : 2 344 Arbitrage : Gábor Boronkay |

| 30 mai 1928 13:00 | Pays-Bas | 0 – 2 | Uruguay                     | Stade olympique, Amsterdam                    |                                               |
|                   |          |       | Scarone 20e · Urdinarán 86e | Spectateurs : 27 730 Arbitrage : Jan Langenus | Spectateurs : 27 730 Arbitrage : Jan Langenus |
|                   | Rapport  |       |                             | Spectateurs : 27 730 Arbitrage : Jan Langenus | Spectateurs : 27 730 Arbitrage : Jan Langenus |

| 30 mai 1928 14:00         | Argentine                                                                       | 11 – 2 | États-Unis               | Stade olympique, Amsterdam                 |                                            |
| Historique des rencontres | Ferreira 9e 29e · Tarasconi 24e 63e 66e 89e · Orsi 41e 73e · Cherro 47e 49e 57e |        | Kuntner 55e · Caroll 75e | Spectateurs : 3 848 Arbitrage : Paul Ruoff | Spectateurs : 3 848 Arbitrage : Paul Ruoff |
| Historique des rencontres | Rapport                                                                         |        |                          | Spectateurs : 3 848 Arbitrage : Paul Ruoff | Spectateurs : 3 848 Arbitrage : Paul Ruoff |

## Quarts de finale
| 1er juin 1928 12:00 | Italie         | 1 – 1 a. p. | Espagne    | Stade olympique, Amsterdam                       |                                                  |
|                     | Baloncieri 63e |             | Zaldua 11e | Spectateurs : 3 388 Arbitrage : Domingo Lombardi | Spectateurs : 3 388 Arbitrage : Domingo Lombardi |
|                     | Rapport        |             |            | Spectateurs : 3 388 Arbitrage : Domingo Lombardi | Spectateurs : 3 388 Arbitrage : Domingo Lombardi |

| 4 juin 1928 12:00 (match rejoué) | Italie                                                                                         | 7 – 1 | Espagne   | Stade olympique, Amsterdam                   |                                              |
|                                  | Magnozzi 14e · Schiavio 15e · Baloncieri 18e · Bernardini 40e · Rivolta 72e · Levratto 76e 77e |       | Yermo 47e | Spectateurs : 4 770 Arbitrage : Hans Boekman | Spectateurs : 4 770 Arbitrage : Hans Boekman |
|                                  | Rapport                                                                                        |       |           | Spectateurs : 4 770 Arbitrage : Hans Boekman | Spectateurs : 4 770 Arbitrage : Hans Boekman |

| 2 juin 1928 12:00 | Argentine                                          | 6 – 3 | Belgique                                    | Stade olympique, Amsterdam                            |                                                       |
|                   | Tarasconi 1re 10e 75e 89e · Ferreira 4e · Orsi 81e |       | R. Braine 24e · Vanhalme 28e · Moeschal 53e | Spectateurs : 16 399 Arbitrage : Achille Gama Malcher | Spectateurs : 16 399 Arbitrage : Achille Gama Malcher |
|                   | Rapport                                            |       |                                             | Spectateurs : 16 399 Arbitrage : Achille Gama Malcher | Spectateurs : 16 399 Arbitrage : Achille Gama Malcher |

| 3 juin 1928 12:00 | Égypte                 | 2 – 1 | Portugal        | Stade olympique, Amsterdam                     |                                                |
|                   | Mokhtar 15e · Riad 48e |       | Vítor Silva 76e | Spectateurs : 3 448 Arbitrage : Giovanni Mauro | Spectateurs : 3 448 Arbitrage : Giovanni Mauro |
|                   | Rapport                |       |                 | Spectateurs : 3 448 Arbitrage : Giovanni Mauro | Spectateurs : 3 448 Arbitrage : Giovanni Mauro |

| 3 juin 1928 13:00 | Uruguay                          | 4 – 1 | Allemagne   | Stade olympique, Amsterdam                        |                                                   |
|                   | Petrone 35e 39e 84e · Castro 63e |       | Hofmann 81e | Spectateurs : 25 131 Arbitrage : Youssouf Mohamed | Spectateurs : 25 131 Arbitrage : Youssouf Mohamed |
|                   | Rapport                          |       |             | Spectateurs : 25 131 Arbitrage : Youssouf Mohamed | Spectateurs : 25 131 Arbitrage : Youssouf Mohamed |

## Demi-finales
| 6 juin 1928 12:00 | Argentine                                             | 6 – 0 | Égypte | Stade olympique, Amsterdam                     |                                                |
|                   | Cherro 10e · Ferreira 32e 82e · Tarasconi 37e 54e 61e |       |        | Spectateurs : 7 887 Arbitrage : Pedro Escartín | Spectateurs : 7 887 Arbitrage : Pedro Escartín |
|                   | Rapport                                               |       |        | Spectateurs : 7 887 Arbitrage : Pedro Escartín | Spectateurs : 7 887 Arbitrage : Pedro Escartín |

| 7 juin 1928 12:00 | Uruguay                             | 3 – 2 | Italie                       | Stade olympique, Amsterdam                     |                                                |
|                   | Cea 17e · Campolo 28e · Scarone 31e |       | Baloncieri 9e · Levratto 60e | Spectateurs : 15 230 Arbitrage : Willem Eymers | Spectateurs : 15 230 Arbitrage : Willem Eymers |
|                   | Rapport                             |       |                              | Spectateurs : 15 230 Arbitrage : Willem Eymers | Spectateurs : 15 230 Arbitrage : Willem Eymers |

## Match pour la médaille de bronze
| 10 juin 1928 12:00 | Italie                                                                                 | 11 – 3 | Égypte                     | Stade olympique, Amsterdam                   |                                              |
|                    | Schiavio 6e 42e 58e · Baloncieri 14e 52e · Banchero 19e 39e 44e · Magnozzi 72e 80e 88e |        | Riad 12e 16e · El-Ezam 60e | Spectateurs : 6 378 Arbitrage : Jan Langenus | Spectateurs : 6 378 Arbitrage : Jan Langenus |
|                    | Rapport                                                                                |        |                            | Spectateurs : 6 378 Arbitrage : Jan Langenus | Spectateurs : 6 378 Arbitrage : Jan Langenus |

## Finale

### Premier match
| 10 juin 1928 13:00 | Uruguay     | 1 – 1 a. p. | Argentine    | Stade olympique, Amsterdam                        |                                                   |
|                    | Petrone 23e |             | Ferreira 50e | Spectateurs : 28 253 Arbitrage : Johannes Mutters | Spectateurs : 28 253 Arbitrage : Johannes Mutters |
|                    | Rapport     |             |              | Spectateurs : 28 253 Arbitrage : Johannes Mutters | Spectateurs : 28 253 Arbitrage : Johannes Mutters |

### Deuxième match (rejoué)
| 13 juin 1928 12:00 | Uruguay                    | 2 – 1 | Argentine | Stade olympique, Amsterdam                        |                                                   |
|                    | Figueroa 17e · Scarone 73e |       | Monti 28e | Spectateurs : 28 113 Arbitrage : Johannes Mutters | Spectateurs : 28 113 Arbitrage : Johannes Mutters |
|                    | Rapport                    |       |           | Spectateurs : 28 113 Arbitrage : Johannes Mutters | Spectateurs : 28 113 Arbitrage : Johannes Mutters |

## Tournoi de consolation

### Premier tour
| 5 juin 1928 14:00 | Pays-Bas                         | 3 – 1 | Belgique      | Sparta-Stadion Het Kasteel, Rotterdam                 |                                                       |
|                   | Ghering 4e · Smeets 6e · Tap 63e |       | P. Braine 85e | Spectateurs : 20 000 Arbitrage : Achille Gama Malcher | Spectateurs : 20 000 Arbitrage : Achille Gama Malcher |
|                   | Rapport                          |       |               | Spectateurs : 20 000 Arbitrage : Achille Gama Malcher | Spectateurs : 20 000 Arbitrage : Achille Gama Malcher |

| 5 juin 1928 14:00 | Chili                | 3 – 1 | Mexique  | Monnikenhuize, Arnhem                            |                                                  |
|                   | Subiabre 24e 48e 89e |       | Sota 15e | Spectateurs : 5 000 Arbitrage : Johannes Mutters | Spectateurs : 5 000 Arbitrage : Johannes Mutters |
|                   | Rapport              |       |          | Spectateurs : 5 000 Arbitrage : Johannes Mutters | Spectateurs : 5 000 Arbitrage : Johannes Mutters |

### Finale
| 8 juin 1928 14:00 | Pays-Bas                 | 2 – 2 a. p. | Chili                           | Sparta-Stadion Het Kasteel, Rotterdam               |                                                     |
|                   | Ghering 59e · Smeets 66e |             | Bravo 55e · Alfaro Saavedra 89e | Spectateurs : 18 000 Arbitrage : Guillermo Comorera | Spectateurs : 18 000 Arbitrage : Guillermo Comorera |
|                   | Rapport                  |             |                                 | Spectateurs : 18 000 Arbitrage : Guillermo Comorera | Spectateurs : 18 000 Arbitrage : Guillermo Comorera |

- Note : à l'issue du match, les Pays-Bas, pays organisateur de la compétition, ont gagné au lancer de pièce (tirage au sort) le trophée mis en jeu. Les Néerlandais ont ensuite donné ce trophée aux Chiliens.

## Liste des médaillés

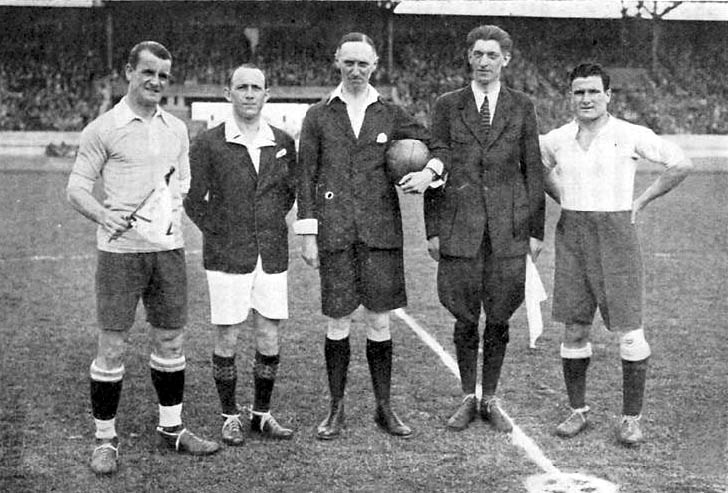
Finale des JO de 1928 à Amsterdam, l'arbitre néerlandais Johannes Mutters, le 13 juin 1928, entouré de ses arbitres de ligne et des capitaines uruguayen (G., Nasazzi) et argentin (L., Monti).

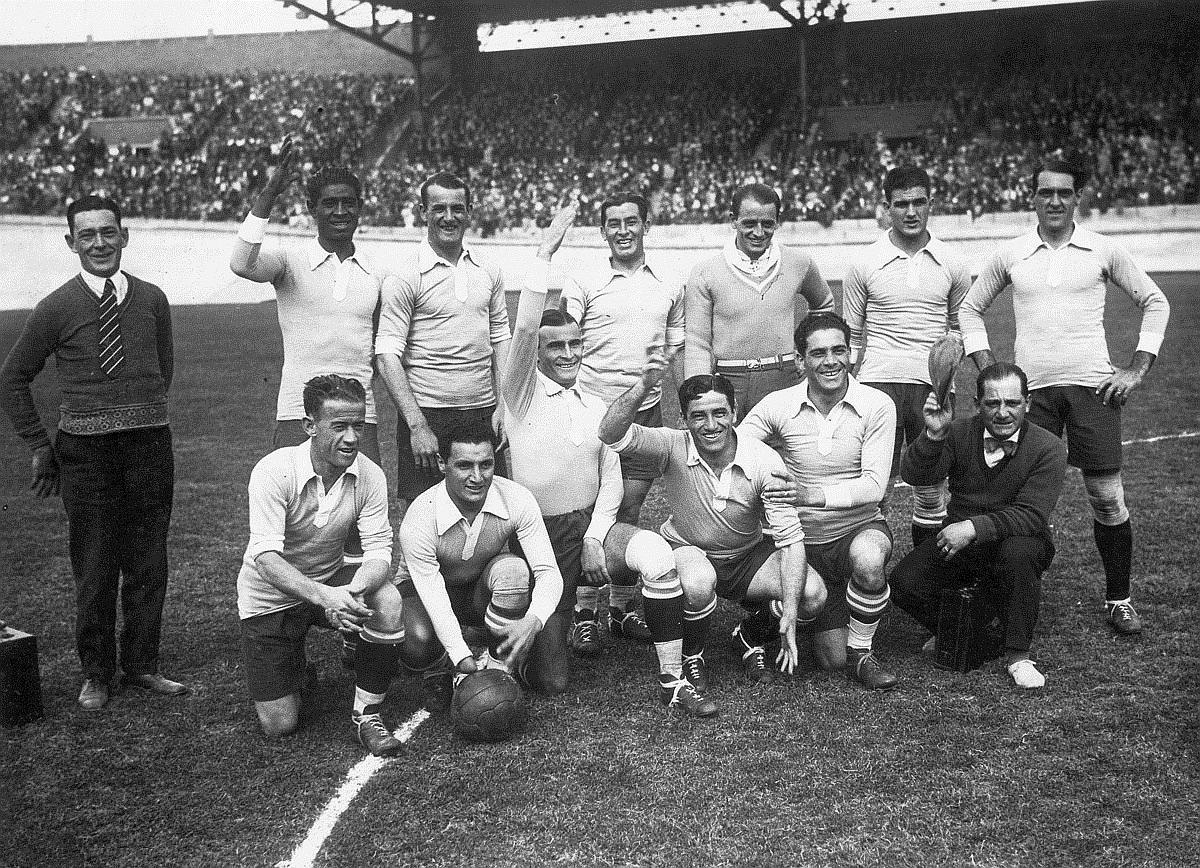
L'équipe d'Uruguay, championne olympique à Amsterdam.

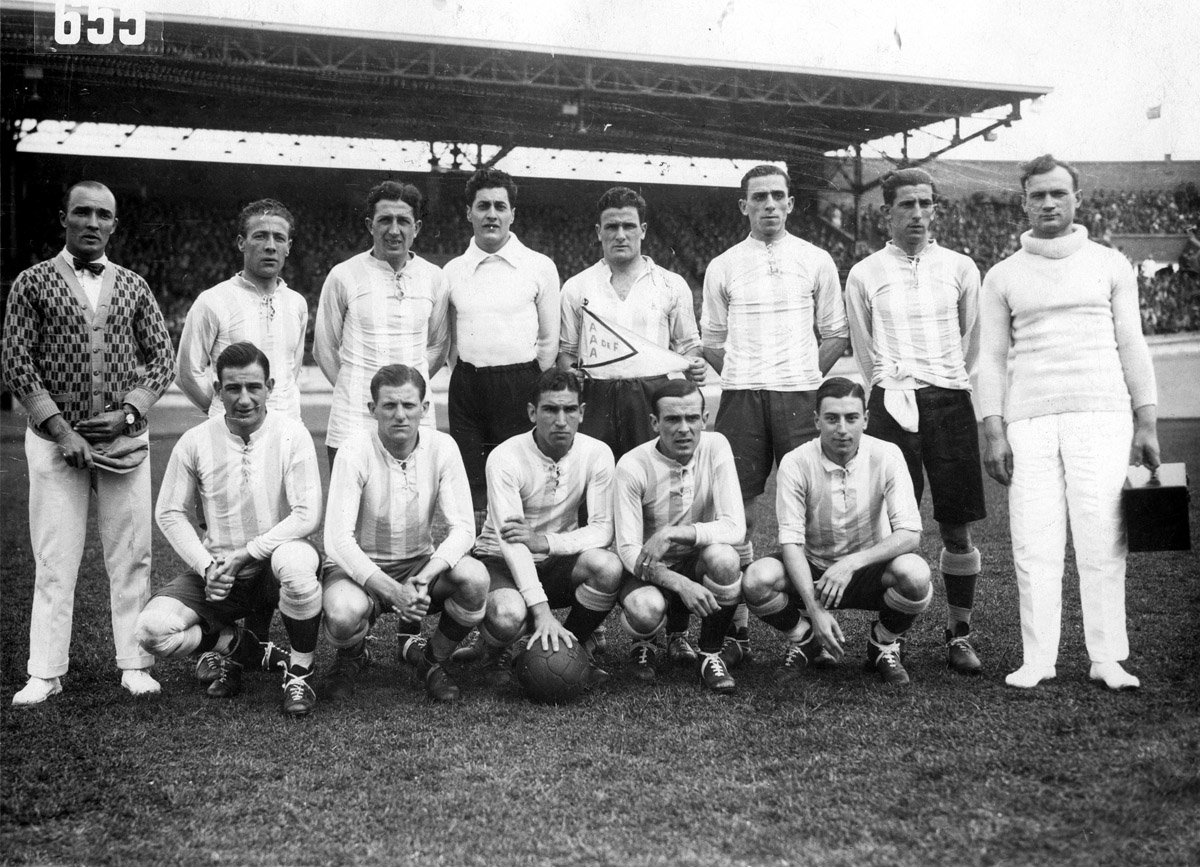
L'équipe d'Argentine vice-championne olympique.

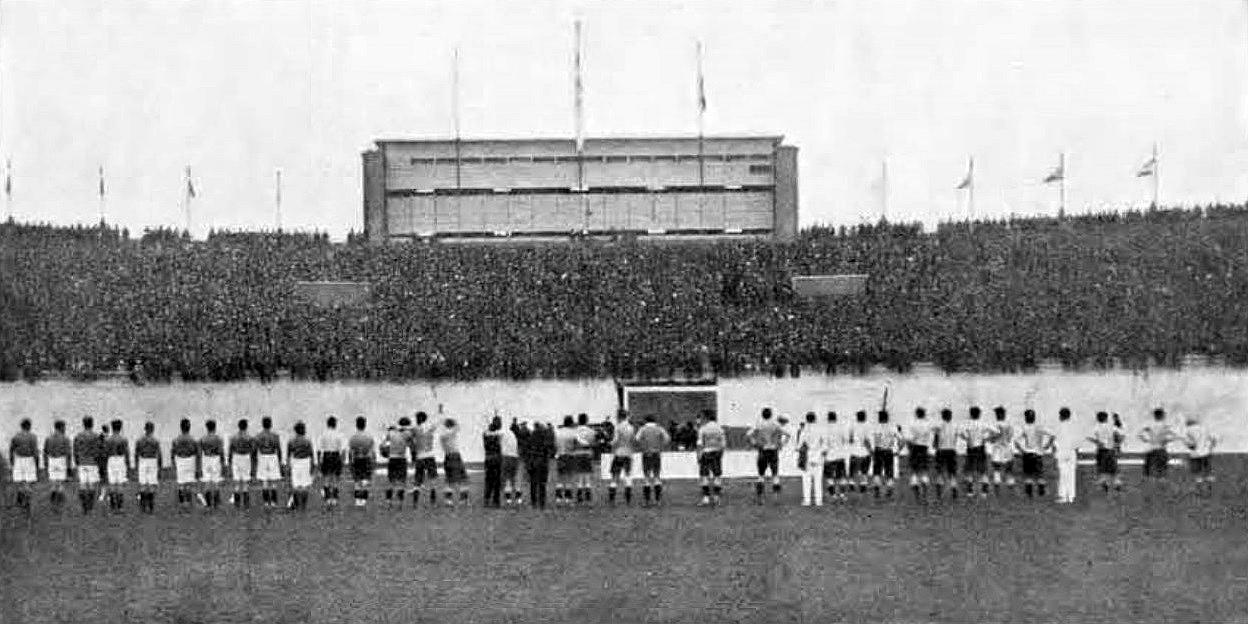
Cérémonie protocolaire: G. à D. italiens, uruguayens, et argentins.

| Or : | Argent : | Bronze : |
| Uruguay José Andrade Juan Peregrino Anselmo Pedro Arispe Juan Arremón Venancio Bartibás Fausto Batignani René Borjas Antonio Campolo Adhemar Canavesi Héctor Castro Pedro Cea Lorenzo Fernández Roberto Figueroa Alvaro Gestido Andrés Mazali Ángel Melogno José Nasazzi Pedro Petrone Juan Piriz Hector Scarone Domingo Tejera Santos Urdinarán | Argentine Ludovico Bidoglio Angel Bossio Saul Calandra Alfredo Carricaberry Roberto Cherro Octavio Diaz Juan Evaristo Manuel Ferreira Enrique Gainzarain Alfredo Helman Segundo Luna Ángel Médici Luis Monti Pedro Ochoa Rodolfo Orlandini Raimundo Orsi Fernando Paternoster Feliciano Perducca Natalio Perinetti Domingo Tarasconi Luis Weihmuller Adolfo Zumelzú | Italie Elvio Banchero Virgilio Felice Levratto Pietro Pastore Gino Rossetti Attilio Ferraris Enrico Rivolta Felice Gasperi Alfredo Pitto Pietro Genovesi Antonio Janni Fulvio Bernardini Silvio Pietroboni Andrea Viviano Delfo Bellini Umberto Caligaris Virginio Rosetta Gianpiero Combi Giovanni De Prà Adolfo Baloncieri Mario Magnozzi Angelo Schiavio Valentino Degani |